# HD 73526 b
HD 73526 b는 돛자리 방향으로 지구로부터 약 323광년 떨어진 곳에 있는 외계 행성이다. 발견에는 도플러 분광법이 이용되었는데, 이는 행성의 중력이 항성을 흔드는 것을 감지하는 기술이다. 이 행성의 질량은 목성의 약 2배로, 가스 행성임이 유력해 보인다. 다만 밝혀진 질량은 어디까지나 최솟값으로, 궤도경사각에 따라 실제 질량은 훨씬 더 클 수도 있다. 항성으로부터의 평균 거리는 0.66 천문단위이다. 궤도 크기와 어머니 항성의 밝기를 고려하면, 이 행성은 우리 태양계의 수성이 받는 일사량의 61퍼센트 정도를 대기 상층부에 받고 있음을 알 수 있다.

## 같이 보기
- HD 73526 c

## 참고 문헌
- (영어) Tinney;  외. (2003). “Four New Planets Orbiting Metal-enriched Stars”. 《The Astrophysical Journal》 587 (1): 423–428. doi:10.1086/368068.